# Giai Quý phi
Giai Quý phi Quách Giai thị (chữ Hán: 佳貴妃郭佳氏; 1816 - 1890) là 1 phi tần của Thanh Tuyên Tông Đạo Quang Hoàng đế.

## Tiểu sử
Giai Quý phi Quách Giai Thị, sinh ngày 3 tháng 12 (âm lịch) xuất thân Mãn Châu Chính Hoàng kỳ con gái của Tá lĩnh Bảo Nhi, bà cùng Hằng tần Thái Giai Thị nhập cung năm Đạo Quang thứ 14 (1834) qua Bát kỳ tuyển tú mà nhập cung. Theo lệ nhà Thanh, thì những người con gái từ 13 tuổi trở lên đều phải tham gia Bát kỳ tuyển tú, có lẽ bà nhập cung vào khoảng độ tuổi này.
Năm Đạo Quang thứ 14 (1834), Quách Giai thị được sơ phong làm Giai Quý nhân (佳贵人) cư tại phía đông của Chung Túy Cung. Theo Mãn văn, "Giai" có âm là 「Giltungga」, ý rằng "Anh tuấn". Năm thứ 16 (1836), ngày 20 tháng 2 (âm lịch), lấy Lễ bộ Thượng thư Quý Khánh (貴慶) làm Chính sứ, Nội các Học sĩ Oa Cái Nột (倭什訥) làm Phó sứ, tuyên sách phong Quách Giai thị làm Giai tần (佳嬪).
Sách văn viết:
| “                                  | 鞠衣起化。六宫佐中阃之勤。兰殿分猷。九御重内官之选。徽章克协。宠命攸颁。咨尔佳贵人郭佳氏。淑慎性成。柔嘉质秉。理蚕桑而襄事。椒馆扬芬。备翟茀以叨荣。萱闱锡庆。兹仰承皇太后懿旨。晋封尔为佳嫔。申之册命。尔其恩承纶綍。迓蕃祉以长膺。度式珩璜。励芳型而益懋。钦哉。 . Cúc y khởi hóa. Lục cung tá trung khổn chi cần. Lan điện phân du. Cửu ngự trọng nội quan chi tuyển. Huy chương khắc hiệp. Sủng mệnh du ban. Tư nhĩ Giai Quý nhân Quách Giai Thị. Thục thận tính thành. Nhu gia chất bỉnh. Lý tàm tang nhi tương sự. Tiêu quán dương phân. Bị địch phất dĩ thao vinh. Huyên vi tích khánh. Tư ngưỡng thừa Hoàng thái hậu ý chỉ. Tấn phong nhĩ vi Giai tần. Thân chi sách mệnh. Nhĩ kỳ ân thừa luân phất. Nhạ phồn chỉ dĩ trường ưng. Độ thức hành hoàng. Lệ phương hình nhi ích mậu. Khâm tai. | ” |
| — Sách văn Giai tần Quách Giai Thị | |   |

Năm thứ 20 (1840), ngày 23 tháng 2 (âm lịch), không rõ vì lý do gì, Quách Giai Thị bị truất xuống lại Quý nhân. Năm Đạo Quang thứ 30 (1850), Hàm Phong Đế lên ngôi, tấn tôn các hậu phi của Tiên Đế, bà được tôn làm Hoàng khảo Giai tần (皇考佳嫔), cư Thọ Tam sở (壽三所).
Năm Hàm Phong thứ 10 (1860), ngày 14 tháng 12 (âm lịch) tại Tị Thử Sơn Trang, chư vị tần phi của Tiên đế, trong đó có Giai tần được Hàm Phong Đế điều chỉnh việc cấp lương thực hằng ngày. Cùng năm, ngày 29 tháng 12 (âm lịch), Hàm Phong Đế bắt đầu ban thưởng cho các tần phi của Tiên đế, trong đó lần lượt là: Lâm Quý thái phi, Thành tần, Đồng tần, Tường tần, Giai tần và Thái Thường tại, cộng 5 vị. Cũng trong năm ấy, Hàm Phong Đế vì sự kiện nước Anh và nước Pháp liên công Bắc Kinh, bèn đưa hoàng thất trú nạn ở Nhiệt Hà. Các tần phi của Tiên đế chỉ có 5 vị trên được đưa theo đi cùng.
Năm Hàm Phong thứ 11 (1861), ngày 10 tháng 10 (âm lịch), Hàm Phong Đế băng thệ, triều đình của Đồng Trị Đế tiếp tục tấn phong bà làm Hoàng tổ Giai phi (皇祖佳妃). Năm thứ 13 (1874), ngày 16 tháng 11, Từ An Thái hậu và Từ Hi Thái hậu ra chỉ tấn tôn lên hàng Hoàng tổ Giai Quý phi (皇祖佳貴妃).
Năm Quang Tự thứ 16 (1891), ngày 6 tháng 4 (âm lịch), Giai Quý phi qua đời, hưởng thọ 75 tuổi. Năm thứ 19 (1894), ngày 18 tháng 4 (âm lịch), giờ Mẹo, quan tài của bà được táng tại Mộ Đông lăng (慕东陵), thuộc Thanh Tây lăng cùng các phi tần khác.